# Nanoszekundum
A nanoszekundum (ns) a másodperc egy milliárdodrésze (10−9 s). 
A szó a nano SI-prefixumból és a másodperc SI-alapegységből tevődik össze. Jelölése ns.  
Egy nanoszekundum egyenlő 1000 pikoszekundummal, illetve 1⁄1000 mikroszekundummal.  
Az ilyen nagyságrendű időtartamok a telekommunikáció, a lézertechnika, illetve a nagyfrekvenciás elektronika területén fordulnak elő leginkább.

## Nevezetes értékek
Néhány nevezetes, nanoszekundum tartományú érték:
- 0,5 nanoszekundum (0,5 ns) – a pozitronium-hidrid (PsH) molekula átlagos élettartama
- 1,0 nanoszekundum (1,0 ns) – 1 GHz-es frekvencia ciklusideje
- A rádióhullám vagy a fény ennyi idő alatt 0,3 métert tesz meg vákuumban
- 1,0 nanoszekundum a ciklusideje egy 1 GHz-es processzornak
- 3,33564095 nanoszekundum (közelítőleg) – ennyi idő alatt a fény 1 méter utat tesz meg vákuumban.[1]
- 10 nanoszekundum (10 ns) – 100 megahertz-es frekvencia ciklusideje (3 m hullámhossz, VHF, FM-sáv)
- 12 nanoszekundum – a K-mezon felezési ideje
- 20–40 nanoszekundum – a hidrogénbomba fúziós ideje
- 100 nanoszekundum – 10 MHz-es frekvencia ciklusideje (30 m hullámhossz, rövidhullám)
- 333 nanoszekundum – 3 MHz-es frekvencia ciklusideje (100 m hullámhossz, középhullám)